# Копытенки
 Копытенки  — опустевшая деревня в Шарангском районе Нижегородской области в составе  Старорудкинского сельсовета .

## География
Расположена на расстоянии примерно 26 км на юг от районного центра посёлка Шаранга.

## История
Была известна с 1891 года как починок Вохминский (Копытенки), где было отмечено в 1905 году дворов 4 и жителей 246, в 1926 уже деревня Вохминцево или Копытенки) 61 и 303, в 1950 (Копытенки) 64 и 245.

## Население
Постоянное население не было учтено в 2002 году, так и в 2010.